# HMS Tapir
Le HMS Tapir (pennant number : P335) est un sous-marin du troisième groupe de la classe T en service dans la Royal Navy, construit au chantier naval Vickers-Armstrongs à Barrow-in-Furness.

## Conception
Les sous-marins de la classe S, quoique très réussis, se sont avérés trop petits pour des opérations lointaines. Il fallut mettre en chantier la classe T, également très réussie, qui avait 21 mètres de longueur en plus et un déplacement de 1000 tonnes. Alors que les bâtiments de la classe S avaient seulement six tubes lance-torpilles d'étrave, ceux de la classe T en avaient huit, dont deux dans un bulbe d'étrave, plus deux autres dans la partie mince de la coque au milieu du navire.

## Engagements

### En tant que HMS Tapir
Le HMS Tapir fut construit par Vickers-Armstrongs à Barrow-in-Furness. Sa quille fut posée le 29 mars 1943 et il fut lancé le 21 août 1944. Mis en service dans la Royal Navy le 30 décembre 1944, il mène une carrière distinguée pour une entrée aussi tardive dans la guerre : sous le commandement du Lieutenant J. C. Y. Roxbourgh, DSO, DSC, de la Royal Navy, le 12 avril 1945, il torpille le sous-marin allemand U-486 dans la mer du Nord, au nord-ouest de Bergen, en Norvège, à la position 60°44 Nord 04°39 Est.

### En tant que HNLMS Zeehond
Le 18 juin 1948, il est considéré comme en surplus. Prêté aux Pays-Bas pour une période de cinq ans, il est commissionné le 12 juillet 1948 dans la marine royale néerlandaise sous le nom de HNLMS Zeehond (P335). Il sert sous le commandement du Luitenant ter zee der 1e klasse Baron J. H. Mackay du 12 juillet 1948 jusqu’au 30 avril 1949, date à laquelle, avec le HNLMS O 24 et le HNLMS Van Kinsbergen, il visite Curaçao. Durant le voyage, des mesures de gravitation ont été effectuées (les premières effectuées par les Néerlandais après la guerre) et sur le chemin du retour, le HNLMS Zeehond a effectué un long voyage en plongée avec schnorchel. Remis sous le commandement du Ltz Mackay jusqu’au 28 novembre 1949, il mène une carrière plutôt tranquille sous l’autorité de plusieurs commandants successifs, jusqu’à ce qu’il soit de nouveau affecté à la Royal Navy le 15 juillet 1953, pour finalement être remis en service et renommé HMS Tapir le 16 décembre de la même année.
Le HMS Tapir a été démoli à Faslane en décembre 1966.